# Апиоид

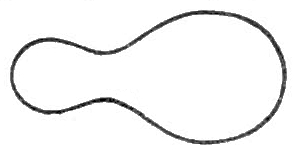
Апиоид
(рисунок из «БСЭ»; издание 1)

Апио́ид (от греч. ἄπιον, буквально — «груша» и греч. εἶδος — «вид») — одна из фигур равновесия, возникающая при вращении жидкости в устойчивом состоянии.
Вопрос о формах вращающейся жидкой массы имеет большое значение для выяснения образования и эволюции небесных тел. Устойчивая форма жидкой невращающейся массы есть шар; при вращении шар, сплющиваясь, принимает форму эллипсоида вращения; такую форму, например, имеют планеты. При сжатии эллипсоида, вследствие охлаждения, его угловая скорость увеличивается, и эллипсоид деформируется. Когда отношение между его осями будет порядка 1000:583, экваториальное сечение эллипсоида из окружности деформируется в эллипс, и эллипсоид становится трёхосным. По наблюдению Анри Пуанкаре, при продолжающемся увеличении угловой скорости эллипсоид деформируется в апиоид, который, в свою очередь, сохраняя устойчивость, довольно быстро деформируется: его шейка, соединяющая две неравные шаровидные массы, начинает утончаться и, наконец, рвëтся, вследствие чего апиоид превращается в систему двух тел (по одной из многочисленных гипотез, именно так появились Земля и Луна).